# Lava
A Lava bizonytalan eredetű név,
talán skandináv
eredetű: ez esetben az Olaf
női párjának, az Olavának rövidült változata. Jelentése ős leszármazottja.

## Gyakorisága Magyarországon
Az 1990-es években szórványos név volt, a 2000-es években nem szerepelt a 100 leggyakoribb női név között.

## Névnap
- július 29.